# Primärforschung
Primärforschung (auch Primärerhebung, englisch field research) wird als eine empirische Methode genutzt, um neue, bisher noch nicht erfasste Daten zu erheben. Sie steht somit im Gegensatz zur Sekundäranalyse (desk research).
Der Hauptvorteil der Primärforschung besteht vor allem in der Möglichkeit, problemadäquat Daten erheben und interpretieren zu können, wobei zum Beispiel spezifische Erfahrungen genutzt werden können. Damit verbunden ist die Tatsache, dass man das Erhebungsinstrument speziell für die eigene Fragestellung entwickeln kann.  Nachteil ist, dass Primärforschung in der Regel teuer und relativ zeitaufwendig ist. Zudem bedarf es methodischen Fachwissens, um die häufig komplexen Probleme bewältigen zu können.

## Primärforschung in der Marktforschung
In der Marktforschung wird Primärforschung hauptsächlich von Großunternehmen und Marktforschungsinstituten durchgeführt.
Für Sekundäranalysen in der Marktforschung siehe Sekundärforschung.
Man unterscheidet zwischen drei Arten von Studien:
- Explorative Studien dienen zur ersten Aufhellung und Gliederung von Problemgebieten. Sie werden häufig verwendet, um sich einen Überblick zu verschaffen und dienen so oft zur Vorbereitung für weitergehende Studien.
- Deskriptive Studien sollen Markt- und Umfeldgegebenheiten feststellen und charakterisieren. Sie dienen zur Vorbereitung von Entscheidungen im Marketing.
- Explanative Studien (Kausale Studien) sollen Zusammenhänge von Ursache und Wirkung darlegen.

Im Rahmen der Primärforschung wird zwischen vier Methoden differenziert:
- Befragung (telefonisch, persönlich, schriftlich, computergestützt)
- Beobachtung (zum Beispiel Feldbeobachtung, Laborbeobachtung)
- Experiment (zum Beispiel Labortest, Markttest (Marketing), Storetest, Warentest, Studiotest)
- Panelforschung (Verbraucherpanels, Handelspanels, Spezialpanels)

Als Sonderformen der Primärforschung gelten:
- Omnibusumfragen (auch "Mehrthemenumfragen" genannt)
- Multiclientstudie

Mit Hilfe der Primärforschung in der Marktforschung können frühzeitig Markttendenzen erkannt werden, noch bevor Mitbewerber dies können. Dies kann bei Produkteinführungen zu Wettbewerbsvorteilen führen, sofern die Vertraulichkeit auch tatsächlich erhalten wird. Zudem sind Daten, die mittels einer Primärerhebung gewonnen werden, aktuell verfügbar. Insgesamt ist entsprechend die Kontrolle über den Marktforschungsprozess als zentraler Vorteil zu charakterisieren.
Vorteile der primären Marktforschung:
- Die spezielle Zielgruppe kann befragt werden.
- Es können, im Gegensatz zur sekundären Marktforschung, Informationen zum eigenen Produkt gesammelt werden.
- Die Daten sind aktuell.
- Die Daten stehen nur dem eigenen Unternehmen exklusiv zur Verfügung.

Nachteile:
- Die Marktforschung ist sehr kostenintensiv.
- Die Daten stehen erst nach einer gewissen Auswertezeit zur Verfügung.